# South Armagh Snipers

Lage des Countys Armagh in Nordirland

South Armagh Snipers war während des Nordirlandkonflikts die Bezeichnung für zwei Teams von Heckenschützen der Provisional IRA South Armagh Brigade, welche im Süden des nordirischen Countys Armagh britische Sicherheitskräfte bekämpften.

## Entstehung
Der Süden des Countys Armagh galt aufgrund der Präsenz der Provisional IRA als No-go-Area für Sicherheitskräfte und wurde umgangssprachlich auch als „Bandit Country“ bezeichnet. Die Gefahr durch Heckenschützen und Sprengstoffanschläge war so hoch, dass Truppentransporte auf dem Luftweg durchgeführt und befestigte Beobachtungstürme zur Kontrolle der Region errichtet wurden.
Ab Anfang der 1990er Jahre erreichten großkalibrige Scharfschützengewehre vom Typ Barrett M82 und Barrett M90 die irische Insel und wurden von dort aus nach Nordirland geschmuggelt oder vom Grenzgebiet zur Republik Irland aus eingesetzt. Dieser Waffentyp soll Mitte der 1980er Jahre von der IRA-Führungsebene angefordert worden und von Sympathisanten und Freiwilligen aus den USA verschifft worden sein. Eine dieser Waffen wurde von der irischen Polizei im November 1985 am Flughafen Dublin und eine weitere im August 1986 in einem Postverteilerzentrum in Dublin sichergestellt. In den USA verhafteten Sicherheitsbehörden Ende der 1980er und Anfang der 1990er Jahre mehrere Personen im Zusammenhang mit Waffenlieferungen an die IRA.

## Sniper-Einsätze
In South Armagh entstanden zwei Sniper-Teams, wobei eines im Osten und ein weiteres im Westen operierte. Beide Teams sollen aus jeweils vier Schützen bestanden haben und von mehreren Freiwilligen bei der Logistik und Aufklärung unterstützt worden sein. Von März 1990 bis Mitte 1992 wurden acht Sniper-Angriffe auf Sicherheitskräfte registriert, bei denen niemand verletzt wurde. Die Attacken erfolgten nicht nur mit den Großkalibern 12,7 × 99 mm (.50 BMG), sondern auch mit Sturmgewehren des weitverbreiteten Kalibers 7,62 mm.
Von August 1992 bis Dezember 1993 wurden in South Armagh sechs Soldaten und zwei Polizisten durch Heckenschützen getötet, ehe von August 1994 bis Februar 1996 ein Waffenstillstand herrschte. Im Februar 1997 wurde in South Armagh der Soldat Stephen Restorick durch einen Schuss aus einem Barrett-Gewehr getötet, womit sich die Anzahl von Todesopfern durch die Sniper auf neun erhöhte. Sechs davon waren durch Schüsse des Kalibers .50 BMG ums Leben gekommen, drei weitere durch das Kaliber 7,62 mm. Lance Bombardier Stephen Restorick war der letzte im Nordirlandkonflikt getötete Soldat. Am 29. März 1997 wurde Constable Ronald Galway in Forkhill durch einen Schuss aus einem Barrett-Gewehr schwer verletzt; das Projektil durchtrennte dabei seinen rechten Oberschenkelknochen.
Die meisten der rund 24 Sniper-Angriffe erfolgten aus einer Entfernung von unter 300 Metern, was weit unter der Einsatzschussweite von Scharfschützengewehren mit optischen Visieren liegt. Etwa 16 der Angriffe wurden von einem modifizierten Fahrzeug heraus durchgeführt, wobei der Schütze im Kofferraum lag und durch ein Stahlgestell gegen Beschuss geschützt war.
Opfer der tödlichen Schüsse in South Armagh;
- 28. August 1992; Private Paul Turner, 18, Crossmaglen
- 25. Februar 1993; Constable Jonathan Reid, 30, Crossmaglen
- 17. März 1993; Lance Corporal Lawrence Dickson, 26, Forkhill
- 26. Juni 1993; Private John Randall, 19, Newtownhamilton
- 17. Juli 1993; Lance Corporal Kevin Pullin, 28, Crossmaglen
- 2. November 1993; Reserve Constable Brian Woods, 31, Newry
- 2. Dezember 1993; Lance Bombardier Paul Garrett, 23, Keady
- 30. Dezember 1993; Guardsman Daniel Blinco, 22, Crossmaglen
- 12. Februar 1997; Lance Bombardier Stephen Restorick, 23, Bessbrook

## Auswirkung und Wahrnehmung

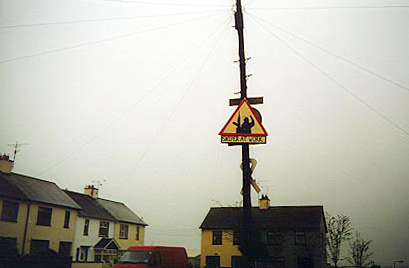
Schild mit der Aufschrift Sniper at Work in Crossmaglen

Die Bedrohung durch Heckenschützen mit großkalibrigen Gewehren war für die Sicherheitskräfte während Patrouillen sowie Checkpoints allgegenwärtig und hatte damit eine hohe psychologische Wirkung. Schutzwesten gegen diese Art von Gewehren waren nicht nur kostspielig, sondern auch schwer und schränkten die Bewegungsfreiheit ein. Teilweise blieben Soldaten in ihren sicheren Unterständen, anstatt auf offener Straße Fahrzeuge zu kontrollieren. Die Bedrohung führte zu einer Umverteilung von Ressourcen und zu einer Miteinbeziehung dieser Gefahr bei Routineoperationen, etwa bei dem Einsatz von Hubschraubern. Lieutenant General Sir Roger Wheeler, Oberkommandierender der britischen Truppen in Nordirland, sah die Sniper als eine Hauptbedrohung in South Armagh und machte deren Ergreifung zur Priorität.
Bei den Einheimischen wurden die Heckenschützen teilweise gefeiert, erhielten Spitznamen wie Goldfinger, Terminator oder One Shot Paddy und wurden in Folk-Songs verewigt. Dreieckige Straßenschilder mit der Abbildung eines Scharfschützen und der Aufschrift „Sniper at Work“ waren verbreitet.
Die Taktik des aus dem Kofferraum schießenden Heckenschützen wurde auch von den Beltway Snipers 2002 in den USA angewandt. 2008 wurde ein irischer Staatsbürger in Litauen verhaftet, als er unter anderem zwei Barrett-Gewehre für die Provisional-Nachfolgeorganisation Real IRA erwerben wollte und dabei an verdeckte Ermittler geriet.

## Festnahme und Verurteilung eines Sniper-Teams
Am 10. April 1997 gelang dem Special Air Service (SAS) in einem Farmkomplex bei Crossmaglen die Festnahme der IRA-Mitglieder Michael Caraher, Bernard McGinn, Seamus McArdle und Martin Mines. Bei der Durchsuchung des Anwesens wurden unter anderem ein zur mobilen Waffenplattform umgebauter Mazda 626, ein AKM-Sturmgewehr und ein Scharfschützengewehr vom Typ Barrett M90 sichergestellt. Der Festnahme waren monatelange Ermittlungen unter Einsatz von Observation und Platzieren von Tracking-Geräten vorausgegangen, wobei auch die 14th Intelligence Company beteiligt war. Das sichergestellte Barrett-Gewehr konnte nur noch mit den beiden Attacken des Jahres 1997 in Verbindung gebracht werden.
Bernard McGinn galt als größter Fang für die Sicherheitsbehörden. Er wurde im März 1999 unter anderem wegen Mordes an drei Soldaten und der Beteiligung an drei Bombenanschlägen in England zu mehrmals lebenslänglich verurteilt. Aufgrund des Karfreitagsabkommens wurde er bereits im Juli 2000 aus dem Maze Prison entlassen. McGinn starb im Dezember 2013 in Irland eines natürlichen Todes.
Michael Caraher soll der Kopf des Sniper-Teams gewesen sein. Er wurde im März 1999 wegen Waffendelikten, Verschwörung zum Mord, Besitzes terroristischer Mittel und versuchten Mordes zu 25 Jahren Haft verurteilt. Seine Anwältin Rosemary Nelson wurde vier Tage vor seiner Verurteilung durch eine Autobombe ermordet. Carahers Bruder war 1990 von britischen Soldaten erschossen worden, er selbst wurde bei dem Vorfall schwer verletzt. Im Juli 2000 wurde auch er aufgrund des Karfreitagsabkommens enthaftet.
Seamus McArdle und Martin Mines wurden ebenfalls wegen Waffendelikten und Verschwörung, McArdle zusätzlich wegen der Beteiligung an einem Bombenanschlag in England zu lebenslanger Haft verurteilt. Beide wurden 2000 entlassen.